# 1168.
◄ | 11. stoljeće | 12. stoljeće | 13. stoljeće | ►
◄ | 1130-ih | 1140-ih | 1150-ih | 1160-ih | 1170-ih | 1180-ih | 1190-ih | ►
◄◄ | ◄ | 1165. | 1166. | 1167. | 1168. | 1169. | 1170. | 1171. | ► | ►►
Arhitektura • Astronomija • Knjige • Književnost • Kršćanstvo • Medicina • Pravo • Promet • Znanost

## Rođenja
- (oko 1168.) - Robert Grosseteste - engleski skolastičar, teolog i znanstvenik († 1253.)[1]

## Vanjske poveznice
|  | Zajednički poslužitelj ima još gradiva o temi 1168. |